# 全国高等学校野球選手権大会南九州大会
南九州大会（みなみきゅうしゅうたいかい）は、1925年（第11回）から1947年（第29回）まで行われた、全国中等学校優勝野球大会の地方大会および1959年（第41回）から1974年（第56回）まで1963年（第45回）・1968年（第50回）・1973年（第55回）の各記念大会を除いて行われた、全国高等学校野球選手権大会の地方大会。

## 概要

### 全国中等学校優勝野球南九州大会
九州・沖縄地方の地方大会は1924年（第10回）まで8県を対象とする九州大会だったが、参加校が増加したため、1925年（第11回）から北九州大会（福岡県・佐賀県・長崎県・大分県）と南九州大会（熊本県・宮崎県・鹿児島県・沖縄県）に再編された。
1930年（第16回）から大分県が南九州大会へ編成替えとなった。戦後米国の統治下に置かれたため、沖縄県勢は1946年（第28回）から不参加となった。なお、戦前も沖縄県勢は4回、宮崎県勢は3回、それぞれ南九州大会不参加の年がある。
この時代の南九州大会が対象とした5県は九州大会で優勝できなかった5県でもあり、途中で南九州大会へ編成替えとなった大分県勢は北九州大会でも優勝できなかった。よって、1925年（第11回）が熊本県勢、1927年（第13回）が鹿児島県勢、1931年（第17回）が大分県勢のそれぞれ地方大会初優勝となった。優勝回数もこれら3県が6回ずつとなった。
全国高等学校野球選手権大会と名称変更された1948年（第30回）から福岡県の単独代表が認められたことを受けて、西九州大会（佐賀県・長崎県・熊本県）と東九州大会（大分県・宮崎県・鹿児島県・沖縄県）に再編され、南九州大会は一旦消滅した。

### 全国高等学校野球選手権南九州大会
1959年（第41回）から西九州大会（佐賀県・長崎県）、中九州大会（熊本県・大分県）、南九州大会（宮崎県・鹿児島県・沖縄県）に再編された。なお、沖縄県勢は東九州大会時代の1952年（第34回）から「復帰」している（沖縄県の本土復帰は1972年）。
1960年（第42回）から鹿児島県の単独代表が認められ、宮崎県・沖縄県の2県が対象となった。
この時代の南九州大会は13回（鹿児島県勢参加は1回）行われ、宮崎県勢の優勝10回、沖縄県勢の優勝3回。1962年（第44回）は沖縄県勢が初めていわゆる自力優勝を果たし、早期に単独代表が認められたこともあって自力優勝経験のない兵庫県勢・大阪府勢・北海道勢を除いて、最後に自力優勝を果たした県となった。
1975年（第57回）から宮崎県・沖縄県とも単独代表が認められ、南九州大会は消滅した。

## 大会結果

### 全国中等学校優勝野球南九州大会
| 年度（大会）         | 優勝校（代表校）     | 決勝スコア | 準優勝校             | 参加県                         |
| -------------------- | -------------------- | ---------- | -------------------- | ------------------------------ |
| 1925年（第11回大会） | 熊本商（熊本）       | 12 - 2     | 鹿児島一中（鹿児島） | 熊本・鹿児島                   |
| 1926年（第12回大会） | 熊本商（熊本）       | 7 - 4      | 鹿児島商（鹿児島）   | 熊本・鹿児島                   |
| 1927年（第13回大会） | 鹿児島商（鹿児島）   | 5 - 1      | 鹿児島実（鹿児島）   | 熊本・鹿児島                   |
| 1928年（第14回大会） | 鹿児島商（鹿児島）   | 4 - 2      | 鹿児島実（鹿児島）   | 熊本・宮崎・鹿児島・沖縄       |
| 1929年（第15回大会） | 鹿児島商（鹿児島）   | 5 - 0      | 鹿児島一中（鹿児島） | 熊本・宮崎・鹿児島             |
| 1930年（第16回大会） | 鹿児島二中（鹿児島） | 1 - 0      | 大分商（大分）       | 熊本・大分・宮崎・鹿児島・沖縄 |
| 1931年（第17回大会） | 大分商（大分）       | 2 - 1      | 熊本工（熊本）       | 熊本・大分・宮崎・鹿児島・沖縄 |
| 1932年（第18回大会） | 熊本工（熊本）       | 7 - 2      | 鹿児島商（鹿児島）   | 熊本・大分・宮崎・鹿児島・沖縄 |
| 1933年（第19回大会） | 大分商（大分）       | 6 - 4      | 熊本工（熊本）       | 熊本・大分・宮崎・鹿児島・沖縄 |
| 1934年（第20回大会） | 熊本工（熊本）       | 2 - 0      | 大分商（大分）       | 熊本・大分・宮崎・鹿児島・沖縄 |
| 1935年（第21回大会） | 大分商（大分）       | 7 - 6      | 熊本工（熊本）       | 熊本・大分・宮崎・鹿児島・沖縄 |
| 1936年（第22回大会） | 鹿児島商（鹿児島）   | 5 - 1      | 大分中（大分）       | 熊本・大分・宮崎・鹿児島・沖縄 |
| 1937年（第23回大会） | 熊本工（熊本）       | 3 - 1      | 大分商（大分）       | 熊本・大分・宮崎・鹿児島・沖縄 |
| 1938年（第24回大会） | 大分商（大分）       | 1 - 0      | 鹿児島商（鹿児島）   | 熊本・大分・宮崎・鹿児島・沖縄 |
| 1939年（第25回大会） | 熊本工（熊本）       | 6 - 1      | 大分商（大分）       | 熊本・大分・宮崎・鹿児島・沖縄 |
| 1940年（第26回大会） | 大分商（大分）       | 3 - 0      | 熊本工（熊本）       | 熊本・大分・宮崎・鹿児島・沖縄 |
| 1946年（第28回大会） | 鹿児島商（鹿児島）   | 2 - 1      | 中学済々黌（熊本）   | 熊本・大分・宮崎・鹿児島       |
| 1947年（第29回大会） | 臼杵中（大分）       | 3 - 2      | 大分中（大分）       | 熊本・大分・宮崎・鹿児島       |

### 全国高等学校野球選手権南九州大会
| 年度（大会）         | 優勝校（代表校） | 決勝スコア | 準優勝校           | 参加県             |
| -------------------- | ---------------- | ---------- | ------------------ | ------------------ |
| 1959年（第41回大会） | 高鍋（宮崎）     | 3 - 2      | 鹿児島商（鹿児島） | 宮崎・鹿児島・沖縄 |
| 1960年（第42回大会） | 大淀（宮崎）     | 16 - 0     | 沖縄工（沖縄）     | 宮崎・沖縄         |
| 1961年（第43回大会） | 高鍋（宮崎）     | 8 - 7      | 首里（沖縄）       | 宮崎・沖縄         |
| 1962年（第44回大会） | 沖縄（沖縄）     | 4 - 2      | 大淀（宮崎）       | 宮崎・沖縄         |
| 1964年（第46回大会） | 宮崎商（宮崎）   | 10 - 4     | 沖縄（沖縄）       | 宮崎・沖縄         |
| 1965年（第47回大会） | 高鍋（宮崎）     | 2 - 0      | 首里（沖縄）       | 宮崎・沖縄         |
| 1966年（第48回大会） | 興南（沖縄）     | 7 - 5      | 宮崎大宮（宮崎）   | 宮崎・沖縄         |
| 1967年（第49回大会） | 宮崎大宮（宮崎） | 3 - 0      | 興南（沖縄）       | 宮崎・沖縄         |
| 1969年（第51回大会） | 宮崎商（宮崎）   | 6 - 0      | 首里（沖縄）       | 宮崎・沖縄         |
| 1970年（第52回大会） | 都城（宮崎）     | 3 - 1      | 小禄（沖縄）       | 宮崎・沖縄         |
| 1971年（第53回大会） | 都城農（宮崎）   | 1 - 0      | 普天間（沖縄）     | 宮崎・沖縄         |
| 1972年（第54回大会） | 名護（沖縄）     | 1 - 0      | 高鍋（宮崎）       | 宮崎・沖縄         |
| 1974年（第56回大会） | 延岡（宮崎）     | 3 - 0      | 石川（沖縄）       | 宮崎・沖縄         |